# عصر جليدي

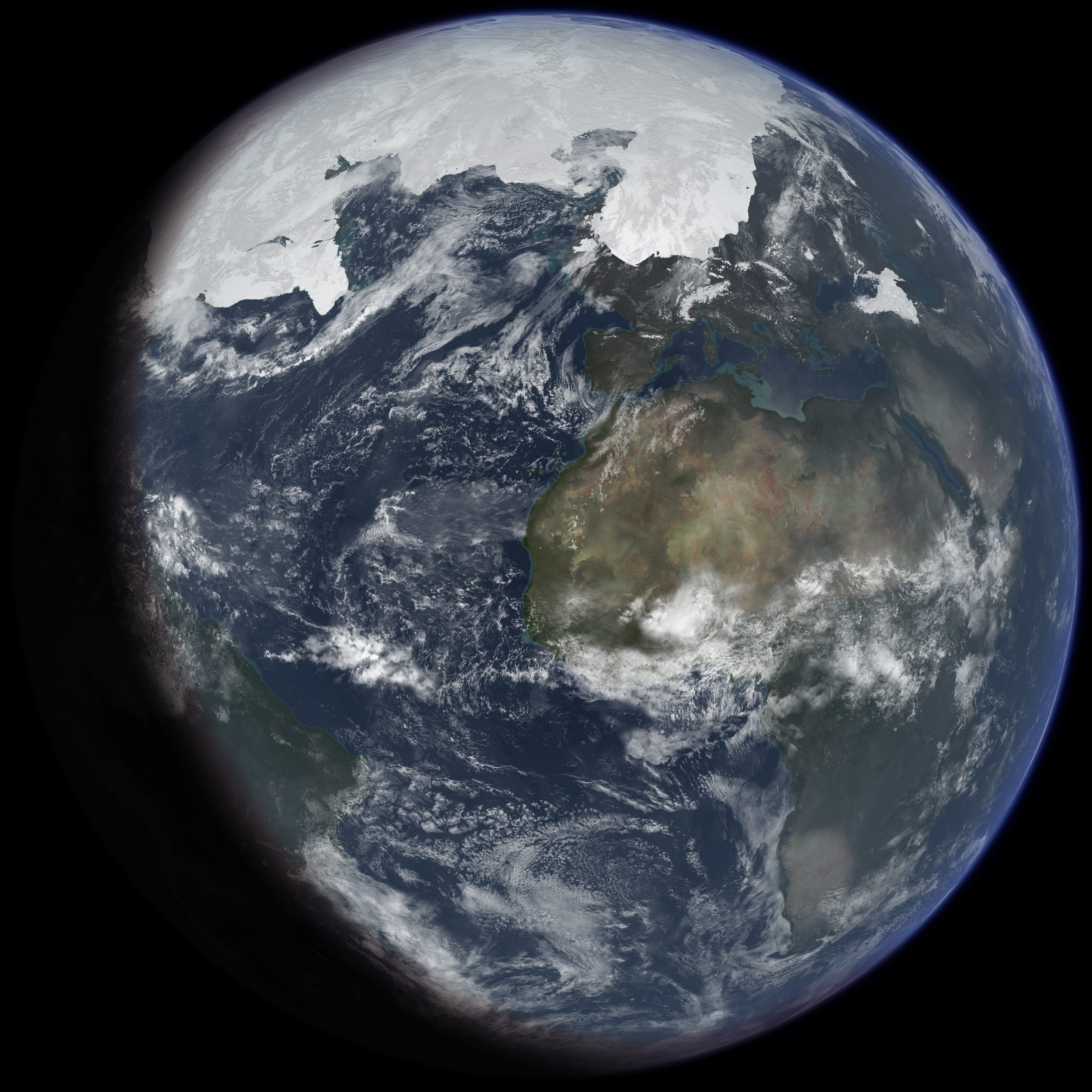
رسم تقريبي لشكل الكرة الارضية في العصر الجليدي

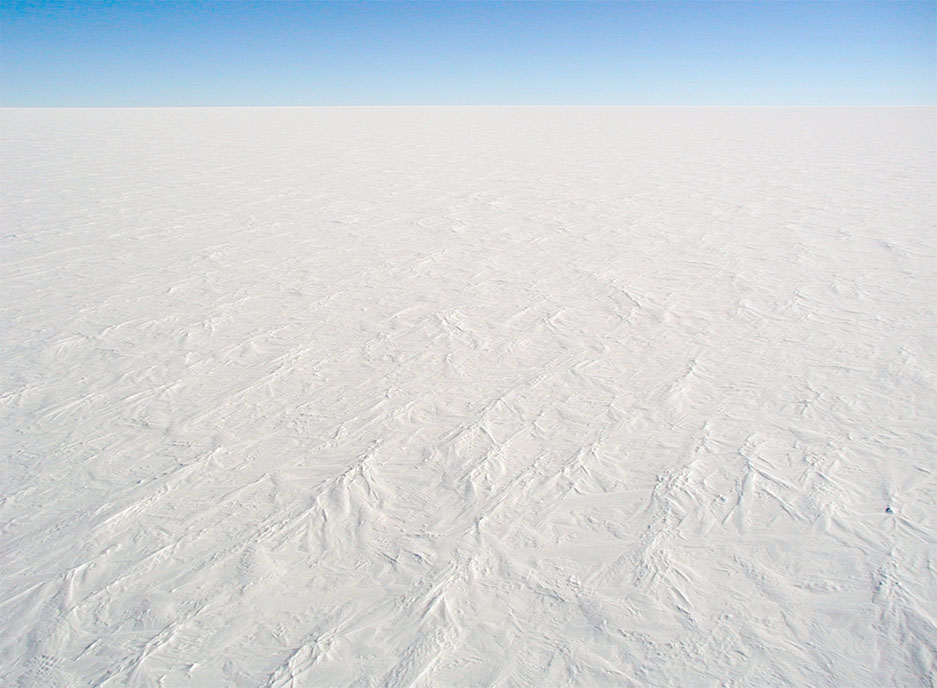
صورة لتوسع طبقات الجليد أثناء العصر الجليدي، والصورة للقطب الجنوبي

الاختلافات في درجة الحرارة، وثاني أكسيد الكربون، والغبار المستخرج من العينات الجليدية، على مدى ال400,000 سنة الماضية

العصر الجليدي ويُسمى حِقْبَة السَّقِيط وحِقْبَة الدَّمِيك، هي فترة في تاريخ الأرض غطت فيها طبقات الثلج أقاليم كبيرة من الأرض، ويعتقد بوجود العديد من العصور الجليدية الرئيسة التي دام كل منها عدة ملايين من السنين. انقرضت في العصر الجليدى الأخير الثدييات العظمية (الفقارية) عندما غطي الجليد معظم المعمورة. وبهذا العصر ظهر الإنسان العاقل الصانع لأدواته وعاشت فيه فيلة الماستدون والماموث وحيوان الدينوثيريوم الذي كان يشبه الفيل لكن أنيابه لأسفل وحيوان فرس النهر، وكانوا صوفي الشعر الذي كان يصل للأرض. وهذه الفيلة كانت أذناها صغيرتين حتى لاتتأثرا بالصقيع. كما ظهر القط (سايبر توث) ذات الأنياب الكبيرة والنمور ذات الأسنان التي تشبه السيف وكانت تغمدها في أجربة بذقونها للحفاظ على حدتها. وفيه كثرت الأمطار بمصر رغم عدم وجود الجليد بها. وصخور هذا العصر عليها آثار الجليد.
وقد ترك الإنسان الأول آثاره بعد انحسار الجليد. وقد حدث به انقراض كبير للثدييات الضخمة وكثير من أنواع الطيور منذ 10 آلاف سنة بسبب الجليد حيث كانت الأرض مغطاة بالأشجار القصيرة كأشجار الصنوبر والبتولا.

## فترات
حدث أول العصور الجليدية المعروفة أثناء زمن ماقبل الكمبري منذ حوالي 2,3 مليار سنة. وكذلك وجد عصر جليدي مهم منذ 600 مليون سنة مضت عند نهاية زمن ما قبل الكمبري. وبدأ العصران الجليديان التاليان منذ حوالي 450 مليون سنة أثناء العصر الأوردوفيشي ومنذ حوالي 300 مليون سنة أثناء العصر الكربوني. واستمر كل عصر جليدي من 20 إلى 50 مليون سنة. وجمع العلماء الكثير من الدلائل ليثبتوا حدوث هذه العصور الجليدية. فقد درسوا الصخور التي تشكلت أثناء العصور الجليدية القديمة. وفي هذه الصخور، وجدوا ركامًا جليديًا (تربة وأحجارًا نحتت بالمثالج) وأسطحًا صخرية صقلها تحرك الطبقات الجليدية فوقها. وعلى سبيل المثال، تحتوي الصخور التي تكونت في العصرين الكربوني المتأخر والبرمي المبكر في أمريكا الجنوبية وأفريقيا والهند وأستراليا على دلائل مثلجية. ويعتقد معظم العلماء الآن أنه منذ 300 مليون سنة مضت كانت هذه الأراضي متجمعة مع أنتاركتيكا حول القطب الجنوبي، مشكِّلة قارة واحدة اسمها أرض الجندوانا التي تفككت في أو من بعد ذلك العصر، ثم تحركت أجزاء الأراضي المنفصلة ببطء إلى مواقعها الحالية.

### العصر البليستوسيني
أكثر العصور الجليدية حداثة كان أثناء العصر البليستوسيني الذي بدأ منذ مليوني سنة وانتهى منذ حوالي 10000 سنة. يشير مصطلح العصر الجليدي عادة إلى العصر الجليدي البليستوسيني.
لم تتأثر الأحافير ودلائل أخرى من العصر الجليدي البليستوسيني بتغيرات في الأرض مثلما حدث لتلك التي وجدت في العصور الجليدية المبكرة.

## التراجع الجليدي الأخير
بدأ التراجع الجليدي الأخير منذ أقل من 20,000 سنة. ويتوقع معظم العلماء أن فترات مثلجية سوف تحدث مرة أخرى، حيث يعتقدون بوجود تغيرات منتظمة في مدار الأرض حول الشمس وفي زاوية ميلها، وقد يتسبب هذا في برودة تزيد بدورها من تشكيل كتل جليدية.
أثناء المثلجية تتكون كتل جليدية قارية تنمو سميكة وتنساب للخارج من مركزها. وفي أمريكا الشمالية كان المركز الرئيسي حول خليج هدسون، حيث واصل تراكم الثلج بين 2,400 و3,000م. وتسبب الضغط الناتج عن وزنه في أن ينساب الثلج للخارج في كل الاتجاهات. وقد غطى معظم أمريكا الشمالية حتى وديان نهري ميسوري وأوهايو حاليا.

## حيوانات
يعتقد بعض العلماء أن الجمال والخيول والفيلة الموجودة الآن ظهرت أولاً في العصر الجليدي. نشأ الحصان والجمل في أمريكا الشمالية، ثم عبرا مضيق بيرنغ إلى آسيا. وتطور الفيل والثور الأمريكي والغزال والدب في أوروبا وآسيا، ثم أتت إلى أمريكا الشمالية. وذهبت الخيول واللاما وكسلان الأرض العملاق والمدرعات إلى أمريكا الجنوبية.
وحينما دفعت الغطاءات الجليدية من الشمال نقلت معها الحيوانات جنوبًا. لكن في أثناء الفترات بين المثلجية تتبعت الحيوانات الجليد المذاب عائدة في اتجاه الشمال.
ويظن بعض العلماء أن التغير في المناخ تسبب في موت ثدييات العصر البليستوسيني، بينما يعتقد آخرون أن الإنسان أبادها جميعها. وعلى سبيل المثال عاش كسلان الأرض العملاق والماموث وحيوان الماستودون وهو حيوان بائد شبيه بالفيل ودب الكهوف والمغاور وحيوان الكنغر والعملاق وثدييات أخرى كبيرة في أمريكا الشمالية حتى وصل الإنسان إلى القارة منذ 20,000 سنة مضت ولكن سرعان مابدأت هذه الحيوانات في الاختفاء. وعاشت هذه الحيوانات جنبًا إلى جنب مع البشر خلال معظم العصر البليستوسيني.
يعتقد العلماء بانقراض حوالي 55 نوعا من الحيوانات الكبيرة الحجم في أمريكا الشمالية، أهمها الماموث ونمر العصر الجليدي وقد تمكن العلماء بفضل الأبحاث التي أجروها على حيوانات الكسلان العملاقة في جنوب شرق الولايات المتحدة الأمريكية من تحديد انقراض هذا النوع من الحيوانات منذ 11 ألف سنة قبل عصرنا الحالي الذي يتوافق مع تاريخ اندثار صيادي ما قبل التاريخ.

## تاريخ الأبحاث
زار المهندس والجغرافي بيير مارتيل (1706-1767)، الذي كان يعيش في مدينة جنيف، وادي شاموني الواقع في منطقة سافوا ضمن جبال الألب في عام 1742. نشر مارتيل تقريرًا عن رحلته بعد عامين. وذكر أن أهل ذلك الوادي عزوا انتشار الجلاميد المتشرذمة إلى الأنهار الجليدية، وقالوا إنها امتدت لمسافات أطول في ما مضى. ذكِرت تفسيرات مشابهة لذلك في مناطق أخرى من جبال الألب خلال وقت لاحق. وفي عام 1815، شرح النجار وصياد الشمواة جان بيير بيرودان (1767 - 1858) أن الجلاميد المتشرذمة في وادي باني الواقع في كانتون فاليه السويسري كانت ناتجة عن امتداد الأنهار الجليدية السابقة لمسافات أطول. أيد حطاب مجهول الهوية من منطقة ميرينغن الكائنة في المرتفعات البرنية فكرةً مماثلةً لذلك في عام 1834، وذلك بعد دخوله في حديث مع جان دي شاربانتييه (1786 - 1855)، وهو جيولوجي ألماني من أصول سويسرية. كذلك توجد تفسيرات مماثلة معروفة في وادي فيريه الواقع في كانتون فاليه، وفي كانتون زيلاند في سويسرا الغربية، وفي أعمال غوته العلمية. كذلك يمكن العثور على تفسيرات مشابهة في أجزاء أخرى من العالم. كان السكان الأصليون في جبال الأنديز التشيلية قد نسبوا الركام الجليدي الأحفوري إلى التأثير السابق للأنهار الجليدية (1806 - 1878)، وذلك خلال زيارة عالم الطبيعة البافاري إرنست فون بيبرا للمنطقة خلال الفترة من عام 1849 حتى عام 1850.
في غضون ذلك، بدأ الباحثون الأوروبيون بالتساءل عن سبب انتشار المواد المتشرذمة. ناقش البعض الجليد بوصفه وسيلة للنقل منذ منتصف القرن الثامن عشر. كان خبير التعدين السويدي دانيل تيلاس (1712 - 1772) أول من اقترح أن الجليد البحري المنجرف كان السبب وراء وجود الجلاميد المتشرذمة في المناطق الإسكندنافية والبلطيقية في عام 1742. وفي عام 1795، عزا الفيلسوف وعالم الطبيعة الإسكتلندي الحاصل على مرتبة الشرف جيمس هوتون (1726 - 1797) الجلاميد المتشرذمة في جبال الألب إلى نشاط الأنهار الجليدية. نشر عالم النبات السويدي يوران فالينبيري (1780 - 1851) نظريته حول تجمد شبه الجزيرة الإسكندنافية بعد عقدين من الزمن في عام 1818، معتبرًا أن التجمد كان ظاهرة إقليمية.
بعد بضعة سنوات، جادل الجيولوجي الدانماركي-النرويجي ينس إسمارك (1762-1839) لصالح وجود تسلسل من العصور الجليدية العالمية. وفي ورقة بحثية نشرها في عام 1824، اقترح إسمارك أن هذه التجمدات كانت بفعل تغيرات طرأت على المناخ. وحاول أن يبين أن نشأتها كانت نتيجة لتغيرات في مدار الأرض. اكتشف إسمارك أوجه الشبه بين الركام الجليدي الموجود بالقرب من بحيرة هوكاليفاتنه الواقعة على مستوى قريب من سطح البحر في مقاطعة روغالاند، والركام الجليدي في فروع نهر يوستدال الجليدي. نسب تيودور شارولف ولويس أغاسيز اكتشافات إسمارك إلى أنفسهما أو استأثرا بالفضل في وقت لاحق.
نوقشت أفكار إسمارك وتبناها علماء سويديون وإسكتلنديون وألمان بصورة جزئية خلال السنوات اللاحقة. بدا الأستاذ في جامعة إدنبرة روبرت جيمسون (1774 - 1854) منفتحًا تجاه أفكار إسمارك إلى حد ما، كما راجعها أستاذ علم الجليد النرويجي بيورن ج. أندرسن (1992). كانت تعقيبات جيمسون حول وجود أنهار جليدية قديمة في إسكتلندا متأثرةً بإسمارك على الأرجح. وفي ألمانيا، تبنى ألبريشت راينهارد برنهاردي (1797 - 1849)، وهو جيولوجي وأستاذ في علم الحراجة في إحدى أكاديميات بلدة درايسشاكر (التي دمجت منذ ذاك الحين مع مدينة مايننغن الواقعة جنوب ولاية تورينغن)، نظرية إسمارك. تكهن برنهاردي، في ورقة بحثية نشرها في عام 1832، حيال انتشار الأغطية الجليدية القطبية في مناطق معتدلة من الكرة الأرضية في وقت آنف.
ترسخ في وادي باني، وهو وادي يقع في جبال الألب السويسرية، معتقد محلي حول غمر الجليد للوادي على عمق سحيق في الماضي. حاول صياد الشمواة المحلي جان بيير بيرودان إقناع الجيولوجي جان دي شاربانتييه بهذه الفكرة في عام 1815. وأشار إلى التصدعات العميقة في الصخور، والجلاميد الضخمة المتشرذمة كأدلة على ذلك. كان شاربانتييه على الرأي العام القائل بأن هذه العلامات نتجت عن فيضانات هائلة، ورفض نظرية بيرودان التي اعتبرها سخيفة. في عام 1818، التحق المهندس إغناتز فينتز بكل من بيرودان وشاربانتييه لفحص بحيرة قبل مجلدية فوق الوادي نشأت بفعل سد جليدي تشكل جراء ثوران جبل تامبورا في عام 1815، مهددًا بالتسبب في فيضان كارثي عند انهيار السد. حاول بيرودان عبثًا إقناع رفيقيه بنظريته، ولكن تبين وجود بعض الصخور المتشرذمة الصغيرة دون وجود لتحزيزات بعد أن انهار السد في النهاية. وخلص فينتز إلى أن بيرودان كان على صواب، وأن الجليد وحده قادر على التسبب بمثل هذه النتائج الكبرى. استعرض الأخير ورقةً بحثيةً حائزةً على جائزة حول النظرية أمام الجمعية السويسرية في عام 1821، ولكنها لم تنشر إلا بعد أن نشرها شاربانتييه -الذي أصبح مقتنعًا بالفكرة أيضًا- في ورقة بحثية أكثر مطالعةً في عام 1834.
شرع أغاسيز في مزاولة العمل الميداني الجيولوجي بهدف إقناع المشككين. ونشر كتابه تحت عنوان «دراسة حول الأنهار الجليدية» في عام 1840. أدى ذلك إلى إصابة شاربانتييه بالامتعاض، إذ كان هو الآخر في طور إعداد كتاب عن التجلد في جبال الألب. شعر شاربانتييه أنه كان يجب على أغاسيز أن يمنحه الأسبقية، لأنه هو من اطلع أغاسيز على الأبحاث الجليدية المفصلة. أغفل أغاسيز ذكر اسم شمبر في كتابه على إثر الخلافات الشخصية الناشبة بينهما.
استغرق الأمر عقودًا عدةً قبل أن تحظى نظرية العصر الجليدي بقبول واسع بين العلماء. وحصل ذلك على نطاق دولي خلال النصف الثاني من سبعينيات القرن التاسع عشر، بعد نشر جيمس كرول لأعماله، بما في ذلك نشره لكتاب «المناخ والوقت في علاقاتهما الجيولوجية» في عام 1875، والذي طرح تفسيرًا معقولًا للأسباب الكامنة وراء العصور الجليدية.

## عصور جليدية مستقبلية
ذكر تقرير صادر عن مشروع التغيرات العالمية الغابرة في عام 2015 أن نماذج المحاكاة أظهرت أن حدوث تجلد جديد خلال الخمسين ألف سنة القادمة ليس أمرًا مرجح الحدوث، إلا قبل حدوث تراجع قوي جديد في الإشعاع الشمسي الصيفي في نصف الكرة الشمالي: «في حال ظل تركيز ثاني أكسيد الكربون في الغلاف الجوي أعلى من 300 جزء بالمليون أو تجاوزت الانبعاثات الكربونية التراكمية ما قيمته 1,000 بيتاغرام كربوني» (أي 1,000 غيغا طن من الكربون). «فقد يحدث تجلد في غضون العشر آلاف سنة القادمة، فقط في حال كان محتوى ثاني أكسيد الكربون في الغلاف الجوي أقل من المستويات التي سبقت الثورة الصناعة ... فليس من المرجح أن يحدث تجلد جديد في غضون الخمسين ألف سنة القادمة، نظرًا لاستمرار انبعاثات ثاني أكسيد الكربون بشرية المنشأ، ذلك لأن المقياس الزمني اللازم لخفض انبعاثات ثاني أكسيد الكربون ودرجة الحرارة إلى قيم مستقرة في غياب الإزالة النشطة يعد طويلًا للغاية [بحسب الهيئة الحكومية الدولية المعنية بتغير المناخ في عام 2013]، وسيحل تأثير استباقي ضعيف في الدورتين الاستباقيتين التاليتين.» (تبلغ مدة الدورة الاستباقية نحو 21,000 سنة، وهو الوقت الذي يستغرقه الحضيض الشمسي لإكمال دورة كاملة حول السنة الاستوائية). تمر العصور الجليدية بدورات تستمر لنحو 100,000 سنة، ولكن قد يُتفادى حلول عصر جليدي قادم بسبب انبعاثات ثاني أكسيد الكربون التي نصدرها.